# Distrito de Huacho
Este artículo trata sobre el distrito, para la ciudad homónima véase: Huacho
El distrito de Huacho es uno de los doce que conforman la provincia de Huaura, ubicada en el departamento de Lima, en la Costa central del Perú. Se halla en la circunscripción del Gobierno Regional de Lima. Limita por el Oeste con el océano Pacífico; por el Norte con el distrito de Hualmay; por el Sur con la provincia de Huaral (quebrada del río Seco); y por el Este con el distrito de Santa María y el distrito de Sayán.
Dentro de la división eclesiástica de la Iglesia Católica del Perú, pertenece a la Diócesis de Huacho

## Historia
Fue creado el 4 de julio de 1873 mediante Ley 24886. Es la capital de la Provincia de Huaura, ubicada a 30 m s. n. m.

## Toponimia
Huacho provendría del quechua I, de la palabra wachu, 'surco', en referencia a los surcos que hacían al sembrar maíz y los surcos que dejan en el mar al desplazarse las balsas de los pescadores.

## Geografía
El distrito está ubicado en la zona nor central del Perú. Su territorio es principalmente árido, con acceso al mar y pocas elevaciones que no superan los 500 m s. n. m., por lo que se puede decir que es un distrito costero. Morfológicamente hablando, el distrito cuenta con bahías de gran extensión, como por ejemplo la bahía del Paraíso, la cual se forma a partir de una gran península homóloga. Su relieve es principalmente llano. Destaca la presencia de la laguna el Paraíso, la cual se encuentra a poca distancia del mar, la depresión de Las Salinas (12 mbnm), las islas Mazorca, Huampanú y el islote Pelado.
Cabe resaltar que originariamente que el río Huaura desembocaba en la bahía de Huacho, pero que su curso fue modificado por los españoles hacia la caleta de Carquín. Por eso todo el margen izquierdo del río es muy productivo para el agro debido a la presencia de aguas subterráneas y pequeñas quebradas que firman pequeños valles fértiles.

## Recursos económicos
El comercio, la agricultura y la pesca constituye los grandes pilares del progreso de este distrito la pesca, es una importante actividad económica que genera trabajo, a un buen sector de la población, también cuenta con la industria de la sal y otras empresas, industrias y fábricas de mucha importancia.

## Clima
Su clima está determinado por la latitud; su relieve y la corriente de Humboldt en la costa; el clima es cálido y en la sierra es templada.

## Atractivos turísticos
- Zona arqueológica Manumental Bandurria, ubicado en el km 141 de la Panamericana Norte, declarado patrimonio cultural de la nacional por INC[3]

## Autoridades

### Municipales
- 2019 - 2022[4]
  - Alcalde: Críspulo Eddie Jara Salazar, de Concertación para el Desarrollo Regional - Lima.
  - Regidores:

  1. Marcial Hugo Echegaray Virú (Concertación para el Desarrollo Regional - Lima)
  2. María Virginia Donayre Castillo (Concertación para el Desarrollo Regional - Lima)
  3. Helber Danilo Calderón De los Ríos (Concertación para el Desarrollo Regional - Lima)
  4. Wendy del Carmen Pazos Atencia (Concertación para el Desarrollo Regional - Lima)
  5. Gerson Raúl Rodríguez Calderón (Concertación para el Desarrollo Regional - Lima)
  6. Eleuterio León Velázquez Portilla (Concertación para el Desarrollo Regional - Lima)
  7. Rosemary Elvira Ramos Guzmán (Concertación para el Desarrollo Regional - Lima)
  8. Roberto Tito Villanueva Salinas (Alianza para el Progreso)
  9. Oscar Luis García Mostacero (Alianza para el Progreso)
  10. Paúl Armando Palacios Meléndez (Movimiento Regional Unidad Cívica Lima)
  11. Henrry Walter Bustamante Chirre (Fuerza Popular)

### Policiales
- Comisaría de Huacho
  - Comisario: Cmdte. PNP. Silvestre Santamaría Obando.[5]

## Educación

### Educación
I.E.P. "San Jose de los Hermanos Maristas"
I.E.P. "Santa Rosa de las Madres Dominicas"
I.E.P. "Nuestra Señora de la Merced"
I.E.P. "Innova Schools"
I.E.P. "Avant Gard" 

I.E.P. "San Juan Bosco" 
I.E.P. "Inmaculada Concepción" 

## Festividades
- Junio 29: San Pedro
- Julio 28 - 29 [FIESTAS PATRIAS]

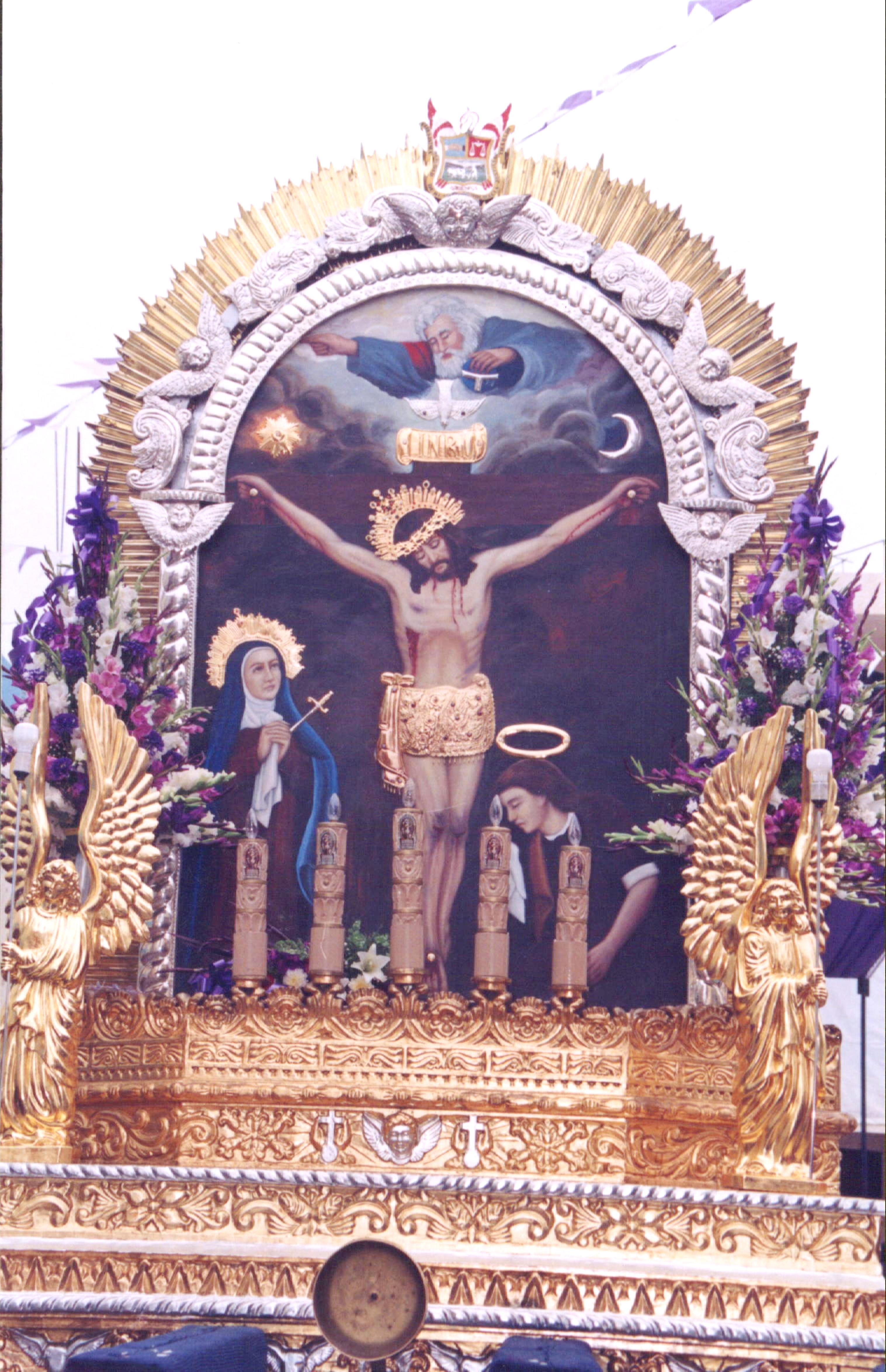
Señor de los Milagros de Huacho

- Agosto 24: San Bartolomé - Patrono de la Ciudad
- Octubre: Señor de los Milagros
- Noviembre 10: Elevación de Ciudad a Fidelísima Villa - Día Central